# Spartaco Marchi
Spartaco Marchi (Pisa, 21 dicembre 1891 – Viareggio, 26 ottobre 1976) è stato un baritono italiano.

## Biografia
Molto giovane entrò a far parte della Società Corale Pisana in qualità di baritono corista, e prese parte a tutte le stagioni liriche organizzate nei vari teatri cittadini.
Nella stagione di Quaresima del 1910, durante le recite del Faust di Charles Gounod, ispirato e affascinato dalla meravigliosa bellezza del grande soprano spagnolo Bonaplata Bau Carmelita, la ritrasse in una scultura di marmo nelle vesti di Margherita e, alla fine della rappresentazione, gliela donò, con grande sorpresa della cantante, che fu sentitamente commossa dal gesto del suo giovane ammiratore.
Nel 1919 fu chiamato alle armi e assegnato a Roma all'aeronautica; approfittò dell'occasione per partecipare a un importante concorso nazionale indetto dall'Accademia di Santa Cecilia, dove si classificò fra i primi sei, ottenendo così una borsa di studio presso il prestigioso conservatorio musicale.
Membro della commissione giudicante era il famoso baritono e maestro Antonio Cotogni, allora insegnante di canto a S.Cecilia, il quale lo prese sotto la sua protezione; nonostante il traguardo raggiunto, alla fine del periodo della leva, Spartaco Marchi dovette interrompere i suoi studi musicali e vocali, e far ritorno a casa.
Nel frattempo la famiglia si trasferì a Firenze; qui conobbe il maestro Vito Frazzi, il quale lo convinse a riprendere gli studi interrotti. Frattanto al Teatro della Pergola di Firenze andava in scena l'Otello di Giuseppe Verdi con il famoso baritono Pasquale Amato, che fu però contestato dai fiorentini e gli organizzatori dovettero perciò sostituirlo: interpellato il maestro Frazzi, egli propose Marchi come sostituto. Il Marchi, anche se molto perplesso, accettò, ottenendo un ottimo successo personale e di critica.
Iniziò così la sua carriera, che lo vide ottimo interprete dal 1922 al 1952 in tanti teatri italiani ed esteri, in ruoli di primo piano, a fianco di illustri colleghi e direttori d'orchestra.
Dopo il successo a Firenze, fu Don Carlo ne La forza del destino al Teatro Regio di Torino, poi nel 1923 a Pisa Barnaba ne La Gioconda.
Dopo il 1923 fino al 1926 passò un periodo di stasi e ritornò ad armarsi dello scalpello e a fare sculture e alcune pitture nella sua bottega d'arte a Firenze.
Nel 1926 il suo debutto al Teatro alla Scala di Milano nel Sigfrido di Wagner, diretto da Ettore Panizza, opera ripetuta anche l'anno seguente, insieme a Sly di Ermanno Wolf-Ferrari, con Aureliano Pertile e Bruna Rasa.
Compì una lunga tournée nei Paesi Bassi al Gran Teatro di Amsterdam, dove si esibì per undici sere consecutive in Amonasro nell'Aida. Cantò anche in Belgio (a fianco del tenore Giuseppe Lugo), Danimarca, Francia e Svizzera (Ginevra). Ad Anversa fu Scarpia nella Tosca di fronte ai reali belgi. A Montecatini Terme cantò in recite estive all'aperto Cavalleria rusticana e Pagliacci, diretto da Pietro Mascagni.
Nel 1936 al Teatro Petruzzelli di Bari fu Amonasro nell'Aida con la sua concittadina Vera Amerighi Rutili e il grande tenore Aureliano Pertile; sempre lo stesso anno al massimo teatro barese fu cointerprete con Beniamino Gigli de Le astuzie d'amore di Franco Casavola e di Cavalleria rusticana di Mascagni.
Ha cantato dal 1936 al 1942 con i maggiori interpreti del suo tempo: oltre a Gigli e alla Rasa, Iris Adami Corradetti, Cloe Elmo, Margherita Carosio e Magda Olivero ne Il campiello di Wolf-Ferrari, Pia Tassinari, Giuseppe Lugo, Alberto Ziliani, al Teatro della Triennale di Milano con Clara Petrella, nel 1941 La bohème a Udine con Mario Filippeschi e Madama Butterfly al Teatro Politeama di Pisa con Mario Del Monaco, Ines Adami Corradetti ed Ebe Ticozzi, nel 1942 al Comunale di Firenze con Ferruccio Tagliavini, Pia Tassinari e De Stefani (Marchi è interprete minore), nel 1943 al Verdi di Pisa La bohème con Galliano Masini e Maria Pia Corsini, e alla Scala nel ruolo di Sharpless nel 1945 in una notevole Madama Butterfly con la Adami Corradetti, Mafalda Favero e Mario Del Monaco.
Dopo il 1952 si ritirò dalle scene, e tornò a dedicarsi alla sua passione per la pittura e le arti figurative, ottenendo ottimi successi anche come pittore (molti suoi quadri si trovano in numerose collezioni d'arte di Milano, Torino e Firenze.
Morì nel 1976 a Viareggio, dove visse i suoi ultimi anni con la figlia Paola.
La sua salma è sepolta presso il cimitero della città versiliese.